# Cardatura
La cardatura è un'operazione che precede il processo di filatura della lana. Preceduta dalla battitura delle fibre, per liberarle dai corpi estranei, consiste nel liberare dalle impurità, districare e rendere parallele le fibre tessili, al fine di permettere le successive operazioni di filatura. Deve il suo nome alla pianta del cardo infatti anticamente le infiorescenze seccate del cardo dei lanaioli venivano usate per questo lavoro.

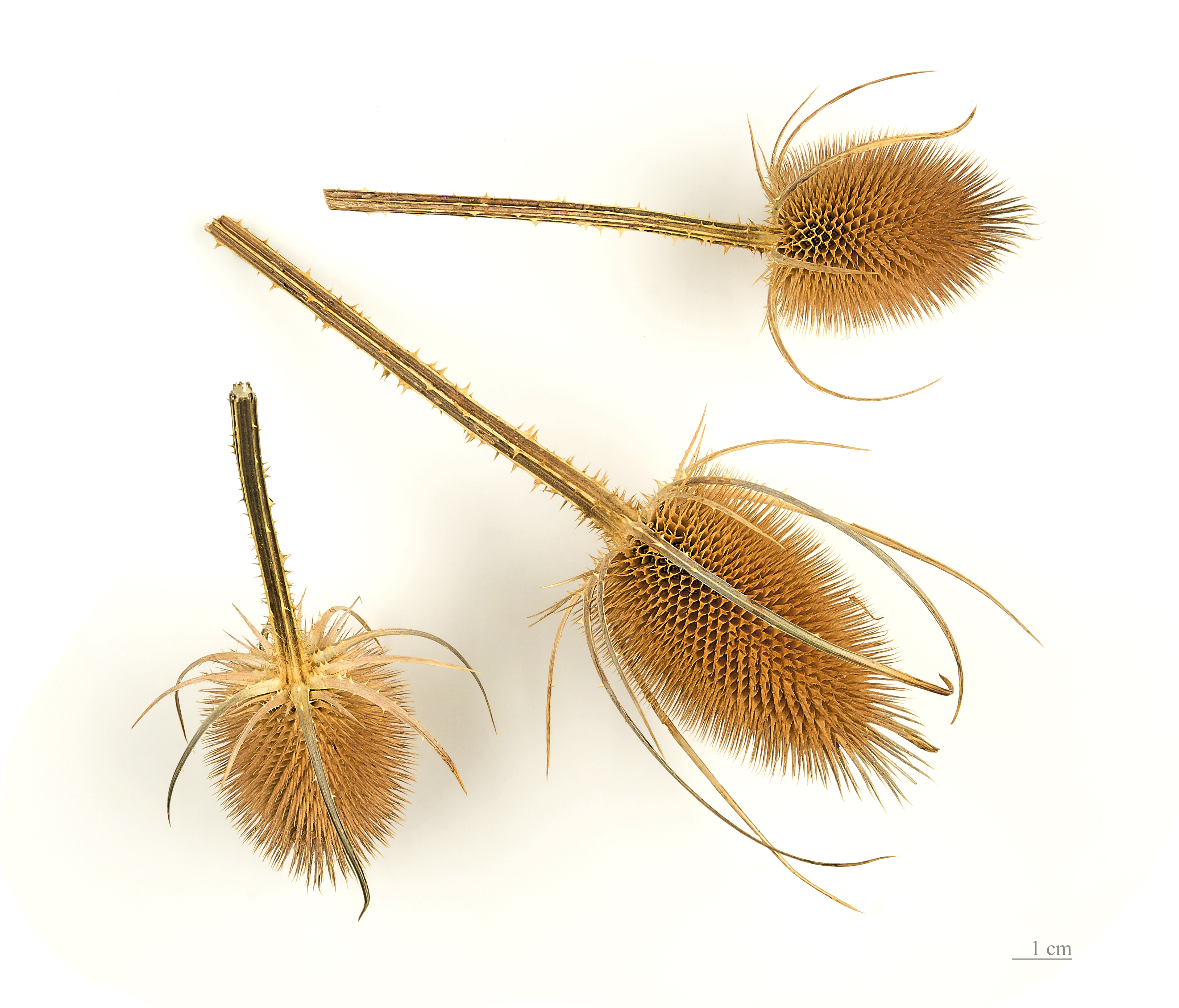
Infiorescenze seccate del cardo dei lanaioli

## Cardatura tradizionale

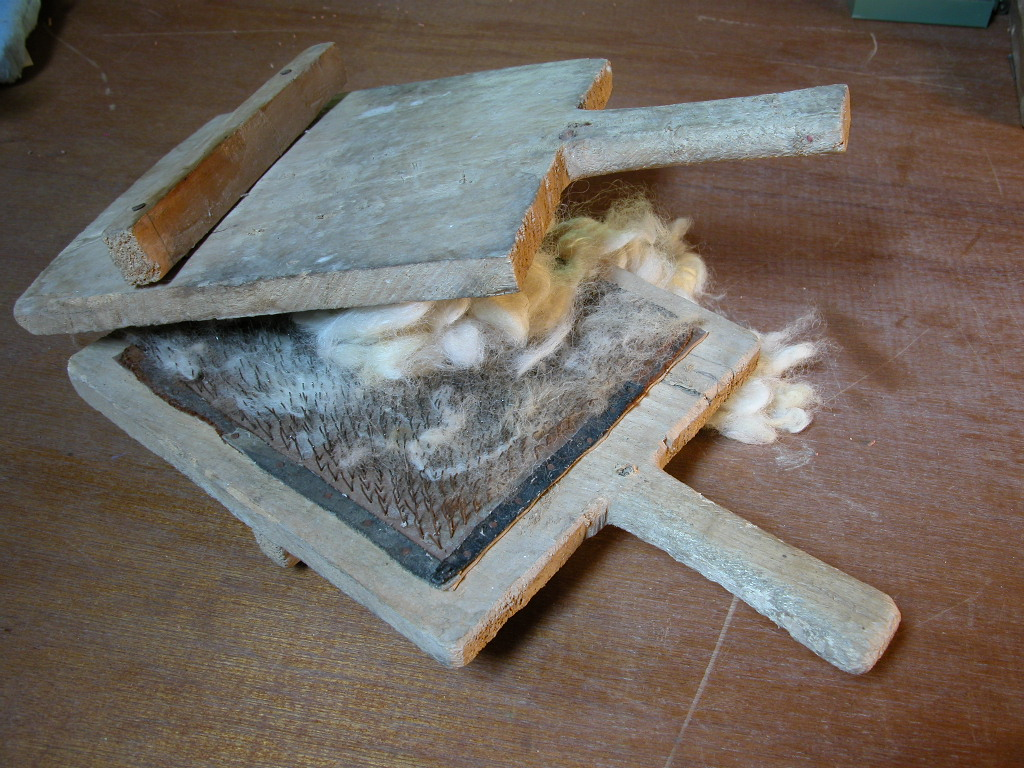
Vecchi cardacci

Prima della rivoluzione industriale la cardatura veniva esclusivamente fatta a mano con i cardacci, due assicelle di legno dotate di impugnatura irte di chiodi; la sfregatura di una contro l'altra con in mezzo l'ammasso di fibre provvedeva a districare le fibre stesse. Gli addetti a tale operazione erano detti, in alcune zone d'Italia, "battilana" o "battilani", e il loro protettore era san Biagio, martirizzato proprio coi cardi. Oggi i cardacci hanno sottili dentini in acciaio, molto simili ad un tipo di spazzole per i cani.

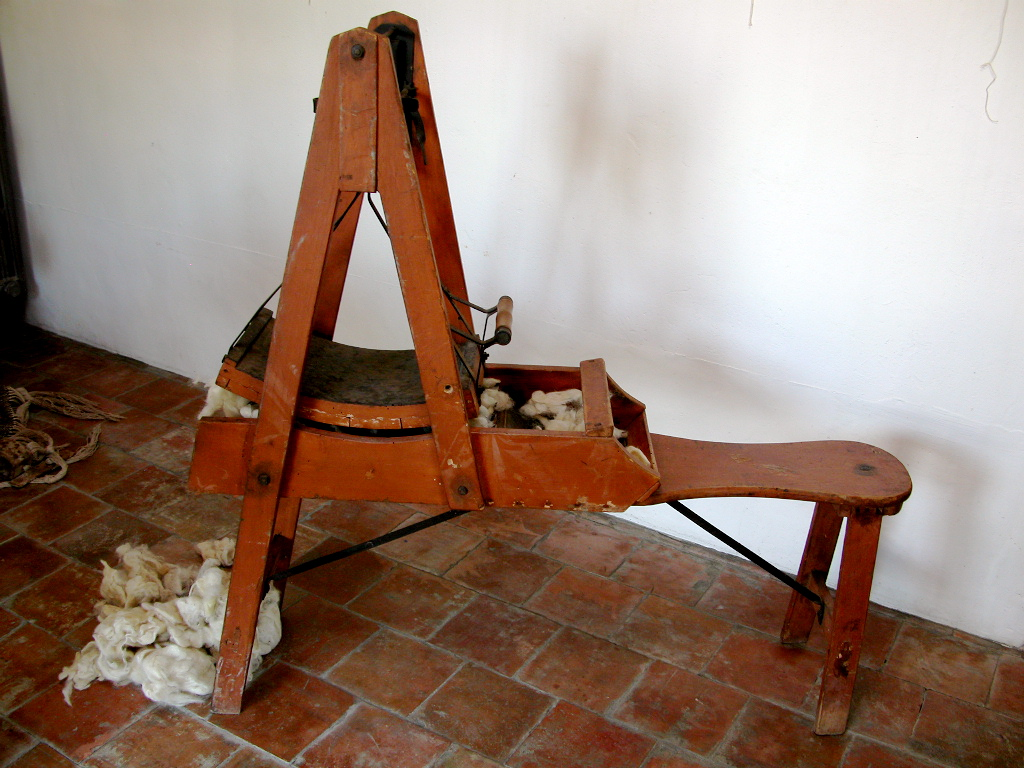
Cardatrice da materassaio

Le cardatrici, che fino a non molto tempo fa vedevamo usare dai materassai quando rifacevano i materassi di lana, non possono essere usate per ottenere fibre tessili da filare, perché dotate di una dentatura molto grossolana e di un'azione troppo energica; queste caratteristiche conferiscono sì un aspetto gonfio, ma rompono e accorciano le fibre.

## Cardatura industriale
Si compone di più passaggi, dopo aver disimballato la fibra e averla pulita con aria ad alta velocità (equivale alla battitura) si procede alla:
- scardassatura, assottigliamento della massa di fibre e parziale raddrizzamento, passando attraverso un macchinario chiamato carda, più esattamente ad un assortimento di carde, composte da due grossi rulli, muniti di dentini in metallo, con passaggi successivi, riducendo la distanza si ottiene un velo sottile di fibre con una certa parallelizzazione, poi divise in strisce che formano il nastro cardato.
- stiro, ulteriore passaggio tra rulli che girando ad una velocità maggiore dà al nastro maggiore sottigliezza e omogeneità.
- pettinatura, ordinamento (parallelizzazione delle fibre), si effettua solo per le fibre di una certa lunghezza, quelle corte vengono scartate.
- creazione dello stoppino con una macchina chiamata divisore.

La prima cardatrice meccanica a cilindri fu costruita da Paul Lewis nel 1760.